# Johan Svensson (friidrottare)

För andra personer med samma namn, se Johan Svensson.  
Johan Anders Tage Svensson, född 16 maj 1989 i Torslunda församling i Kalmar län, är en svensk friidrottare (medeldistanslöpare) från Färjestaden tävlande för Spårvägens FK. Han har vunnit ett individuellt SM-tecken på 800 meter inomhus och ett utomhus samt ett antal SM-guld i stafettlöpning.
Vid junior-EM i Hengelo i Nederländerna år 2007 var Johan Svensson uttagen på 800 meter. Han tog sig vidare från försöken men slogs sedan ut i semifinalen.
2011 sprang han 800 meter vid U23-EM i Ostrava, Tjeckien men slogs ut i försöken med tiden 1:51,77.
Svensson deltog vid EM i Helsingfors 2012 men slogs ut i försöken på 800 meter.

## Personliga rekord
| Utomhus - 100 meter – 11,59 (Kalmar 11 juli 2012) - 400 meter – 48,68 (Oskarshamn 3 juli 2013) - 400 meter – 48,92 (Mölndal 4 augusti 2012) - 800 meter – 1:47,15 (Karlstad 23 juli 2013) - Kula – 16,08 (Birmingham, Storbritannien 9 augusti 2013) | Inomhus - 400 meter – 49,57 (Eskilstuna 2 mars 2008) - 800 meter – 1:50,18 (Steinkjer, Norge 11 februari 2012) - 1 500 meter – 3:57,34 (Växjö 14 februari 2015) |

### Fotnoter
1. ↑  ”Tävlingsårsskiftesövergångar 15 november 2008”. friidrott.se. 22 oktober 2008. Arkiverad från originalet den 21 november 2016. https://web.archive.org/web/20161121045327/http://www.friidrott.se/forbundsinfo/overgangar/arsskifte0809.aspx. Läst 7 oktober 2018.
2. ↑  ”Stora SM 2011, dag 4” (htm). trackandfield.se. http://www.trackandfield.se/resultat/2011/110814.htm. Läst 17 april 2013.
3. ↑  ”Stora SM 2012, dag 3”. swedishtiming.se. Arkiverad från originalet den 15 december 2012. https://web.archive.org/web/20121215070334/http://www.swedishtiming.se/resultat/120826.htm. Läst 16 april 2013.
4. ↑  ”Stora SM 2013, dag 4”. trackandfield.se. Arkiverad från originalet den 4 september 2013. https://web.archive.org/web/20130904001146/http://www.trackandfield.se/resultat/2013/130901.htm. Läst 2 september 2013.
5. ↑  ”Stafett-SM 2009”. ifgota.se. Arkiverad från originalet den 4 mars 2016. https://web.archive.org/web/20160304103354/http://www.ifgota.se/result/Uploaded/stafettsm09.html. Läst 29 maj 2013.
6. ↑  ”Stafett-SM 2010”. ranas4h.nu. Arkiverad från originalet den 8 december 2015. https://web.archive.org/web/20151208144853/http://www.ranas4h.nu/resultat/2010/stafett-sm.html. Läst 29 maj 2013.
7. ↑  ”Stafett-SM 2011” (pdf). Arkiverad från originalet den 6 april 2015. https://web.archive.org/web/20150406214723/http://www.proteamonline.se/storage/customers/2202/editor/resultat_2011/Stafett_SM_2011_Res.pdf. Läst 22 maj 2013.
8. 1 2  ”Stafett-SM 2012”. trackandfield.se. Arkiverad från originalet den 19 november 2015. https://web.archive.org/web/20151119081103/http://www.trackandfield.se/resultat/2012/120908_09.htm. Läst 17 april 2013.
9. 1 2  ”Stafett-SM 2013”. huddinge-friidrott.org. Arkiverad från originalet den 4 mars 2016. https://web.archive.org/web/20160304222253/http://www.huddinge-friidrott.org/tavlingar/13/stafettsm/resultat.htm. Läst 29 maj 2013.
10. 1 2  ”Stafett-SM 2014” (pdf). idrottonline.se. Arkiverad från originalet den 2 april 2015. https://web.archive.org/web/20150402184643/http://www3.idrottonline.se/ImageVaultFiles/id_595198/cf_69694/resultat2014-05-27_2.PDF. Läst 25 mars 2015.
11. ↑  ”Stafett-SM 2016”. trackandfield.se. http://www.trackandfield.se/resultat/2016/160528.htm. Läst 1 november 2016.
12. ↑  ”Stafett-SM 2017”. mai.se. http://mai.se/download/Resultatlista_Stafett-SM-2017.pdf. Läst 25 augusti 2017.
13. ↑  ”Stora inne-SM 2012, resultat”. trackandfield.se. Arkiverad från originalet den 4 mars 2016. https://web.archive.org/web/20160304224853/http://www.trackandfield.se/Resultat/2012/120218_19.htm. Läst 19 juli 2012.
14. ↑  ”Stora inne-SM 2014 dag 2, resultat”. trackandfield.se. http://www.trackandfield.se/resultat/2014/140223.htm. Läst 29 januari 2015.
15. ↑  ”Stora inne-SM 2015, resultat”. archive.is. Arkiverad från originalet den 22 februari 2015. https://archive.is/20150222161525/http://livetiming.se/track/ism15/. Läst 29 mars 2015.
16. ↑  ”Stora inne-SM 2016, resultat”. livetiming.se. http://livetiming.se/track/ism16/. Läst 26 maj 2016.
17. ↑  Sveriges befolkning 2000, Version 1.03, Sveriges Släktforskarförbund: Svensson, Johan Anders Tage
18. 1 2 3 4 5 6 7  ”Personsida på IAAF:s webbplats” (på engelska). iaaf.org. http://www.iaaf.org/athletes/sweden/johan-svensson-226415. Läst 7 oktober 2018.
19. ↑  ”European Athletics U20 Championships - Hengelo 2007” (på engelska). european-athletics.org. http://www.european-athletics.org/competitions/european-athletics-u20-championships/history/year=2007/results/index.html#. Läst 15 november 2017.
20. ↑  ”European Athletics U23 Championships - Ostrava 2011” (på engelska). european-athletics.org. http://www.european-athletics.org/competitions/european-athletics-u23-championships/history/year=2011/results/index.html. Läst 19 oktober 2017.
21. ↑  ”European Athletics Championships - Helsinki 2012” (på engelska). european-athletics.org. http://www.european-athletics.org/competitions/european-athletics-championships/history/year=2012/results/index.html. Läst 30 mars 2017.
22. ↑  ”EM 2012 - liverapport 27 juni”. friidrott.se. 30 mars 2017. Arkiverad från originalet den 30 mars 2017. https://web.archive.org/web/20170330001206/http://www.friidrott.se/live.aspx?id=198&1. Läst 27 juni 2012.
23. 1 2 3  ”Personsida på European Athletics' webbplats” (på engelska). european-athletics.org. http://www.european-athletics.org/athletes/group=s/athlete=155221-svensson-johan/index.html. Läst 7 oktober 2018.